# NGC 7235
NGC 7235 je malá a mladá otevřená hvězdokupa v souhvězdí Cefea. Od Země je vzdálená asi 10 860 světelných let.
Objevil ji William Herschel 16. října 1787.

## Pozorování

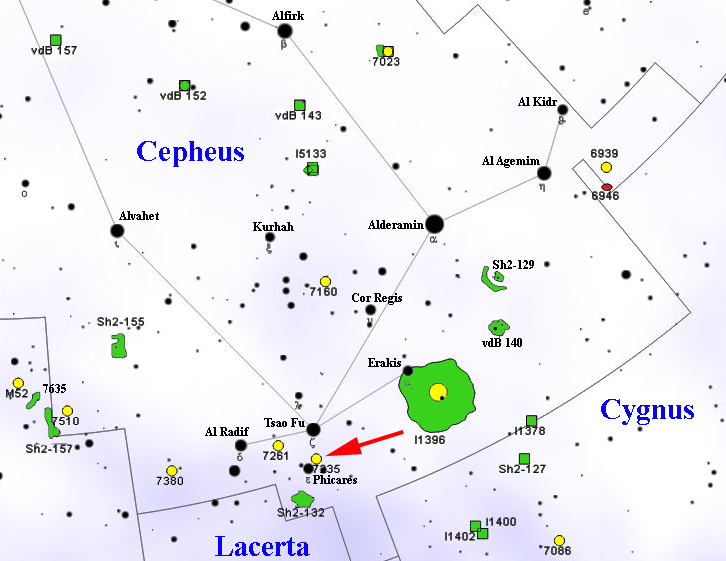
Poloha NGC 7235 v souhvězdí Cefea

Tato hvězdokupa leží asi 1° jižně od hvězdy ζ Cephei a pouhých 25′ od ε Cephei. Leží velmi blízko galaktického rovníku. Dá se dosti obtížně najít i triedrem 10×50, ale ten ji kvůli svým malým rozměrům nedokáže rozložit na jednotlivé hvězdy. V dalekohledu o průměru 120 mm vypadá jako skupinka asi deseti hvězd, z nichž ta nejjasnější je žlutý obr, který má hvězdnou velikost 8,9. Dalekohledy o průměru 200 mm ji dokážou při větším zvětšení zcela rozložit a vypadá v nich rozsáhle.
Hvězdokupa má výraznou severní deklinaci, což je velká výhoda pro pozorovatele na severní polokouli, kde je hvězdokupa cirkumpolární, a to až do nižších středních zeměpisných šířek. Naopak na jižní polokouli vychází pouze velmi nízko nad obzor a v oblastech vzdálených od tropického pásu není viditelná vůbec. Nejvhodnější období pro její pozorování na večerní obloze je od června do listopadu.

## Historie pozorování
Hvězdokupu objevil William Herschel 16. října 1787 a jeho pozorování bylo v katalogu NGC uvedeno pod číslem NGC 7234. Jeho syn John později tentýž objekt znovu pozoroval, zařadil jej do svého katalogu mlhovin a hvězdokup General Catalogue of Nebulae and Clusters pod číslem 4772 a v katalogu NGC tento objekt dostal číslo NGC 7235. Vzniklo tak dvojí označení jednoho objektu, za jehož objevitele může být považován William Herschel.

## Vlastnosti
NGC 7235 je otevřená hvězdokupa vzdálená od Země 10 860 světelných let. Leží v rameni Persea, kde se nachází i několik OB asociací, ale Cepheus OB2 mezi ně nepatří, protože leží mnohem blíže k Zemi - ta je od Země vzdálená pouze 2 600 světelných let.
Tato hvězdokupa je velmi mladá, její stáří se odhaduje na pouhých 8 milionů let. Obsahuje několik hmotných hvězd, mezi kterými vyniká modrý veleobr řadící se do spektrální třídy A1Ia nebo B8Ia.
Výzkumy zaměřené na určení proměnných hvězd mezi jejími nejhmotnějšími členy nalezly desítku takových hvězd. Patří k nim i modrý veleobr podobný Denebu a jedna hvězda typu Beta Cephei, která je nejjasnějším členem hvězdokupy.